# Victrix microglossa
Victrix microglossa là một loài bướm đêm trong họ Noctuidae.